# Sint-Nicolaaskerk (Demre)

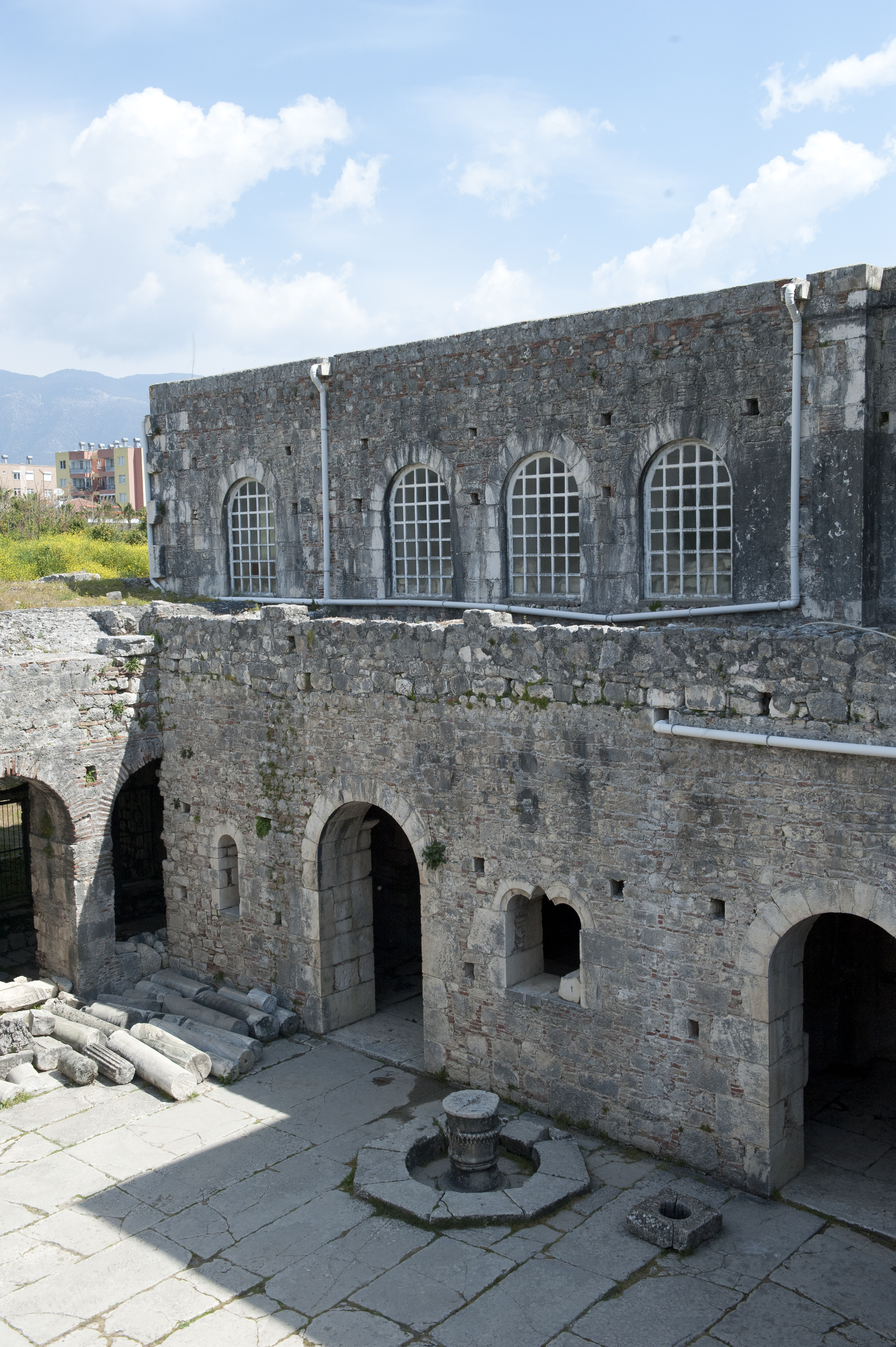
Voorplein en gevel

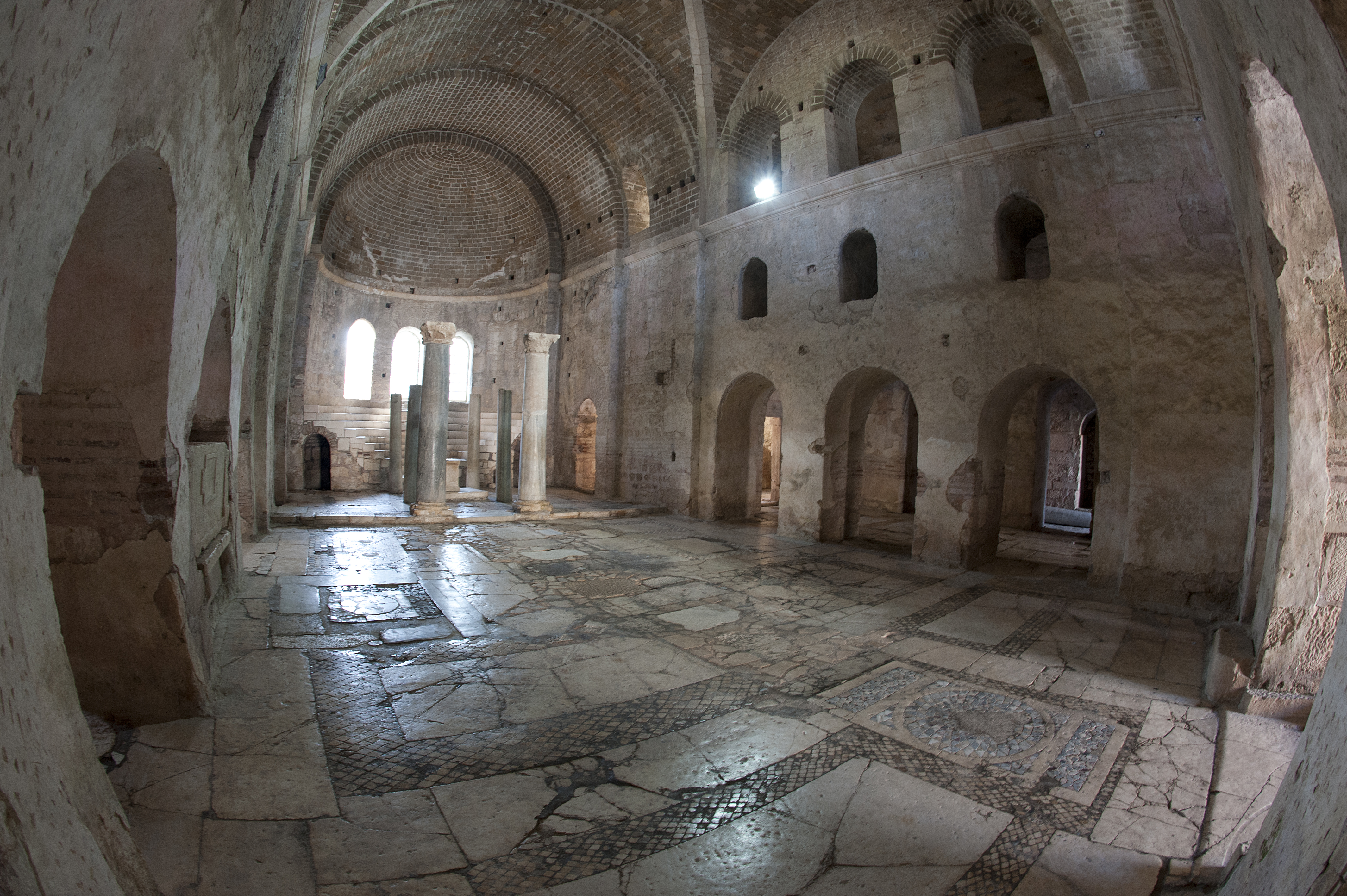
Zicht van het schip richting koor, met op de vloer opus sectile

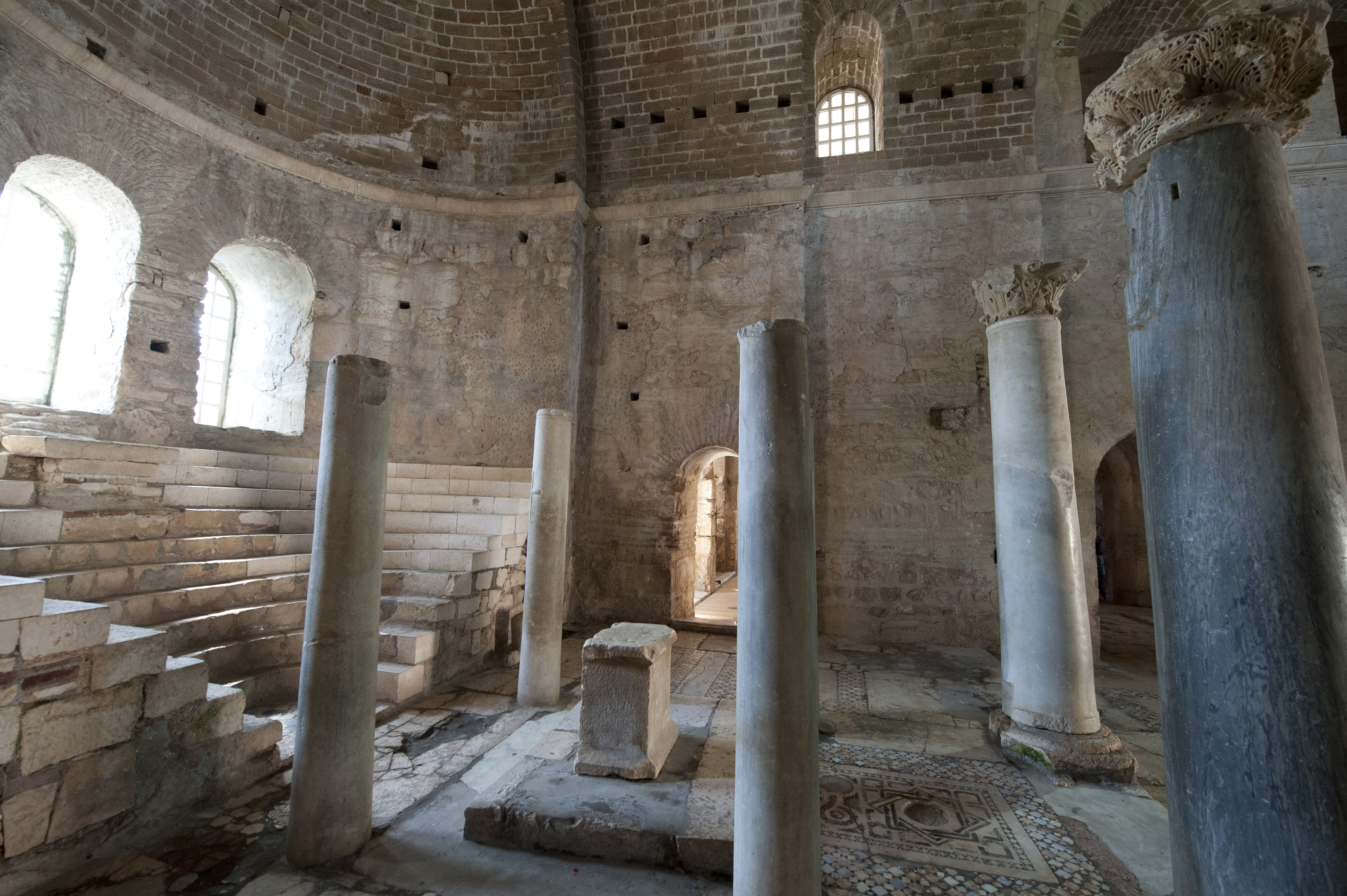
De synthronon in de centrale apsis

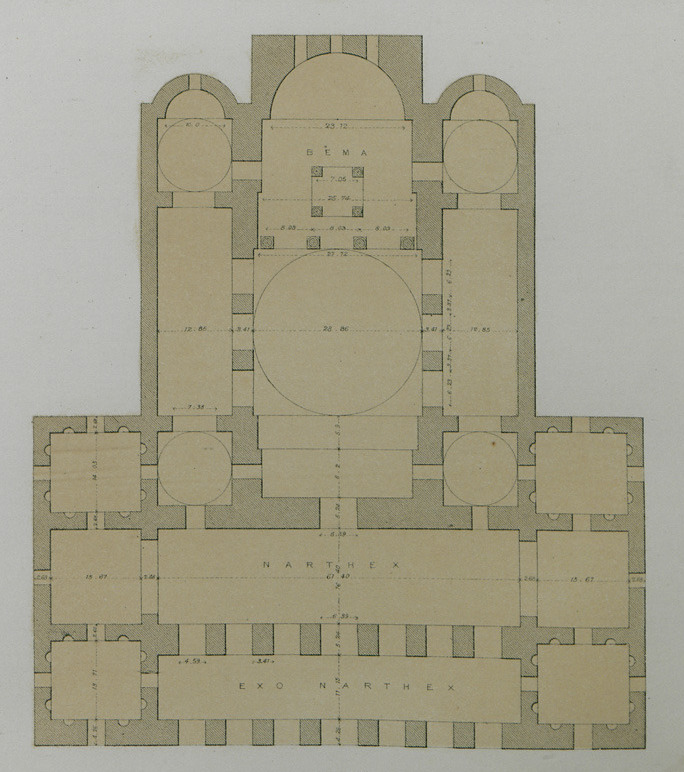
Grondplan van de 8e-eeuwse basiliek zonder de middeleeuwse toevoegingen (Charles Texier, 1864)

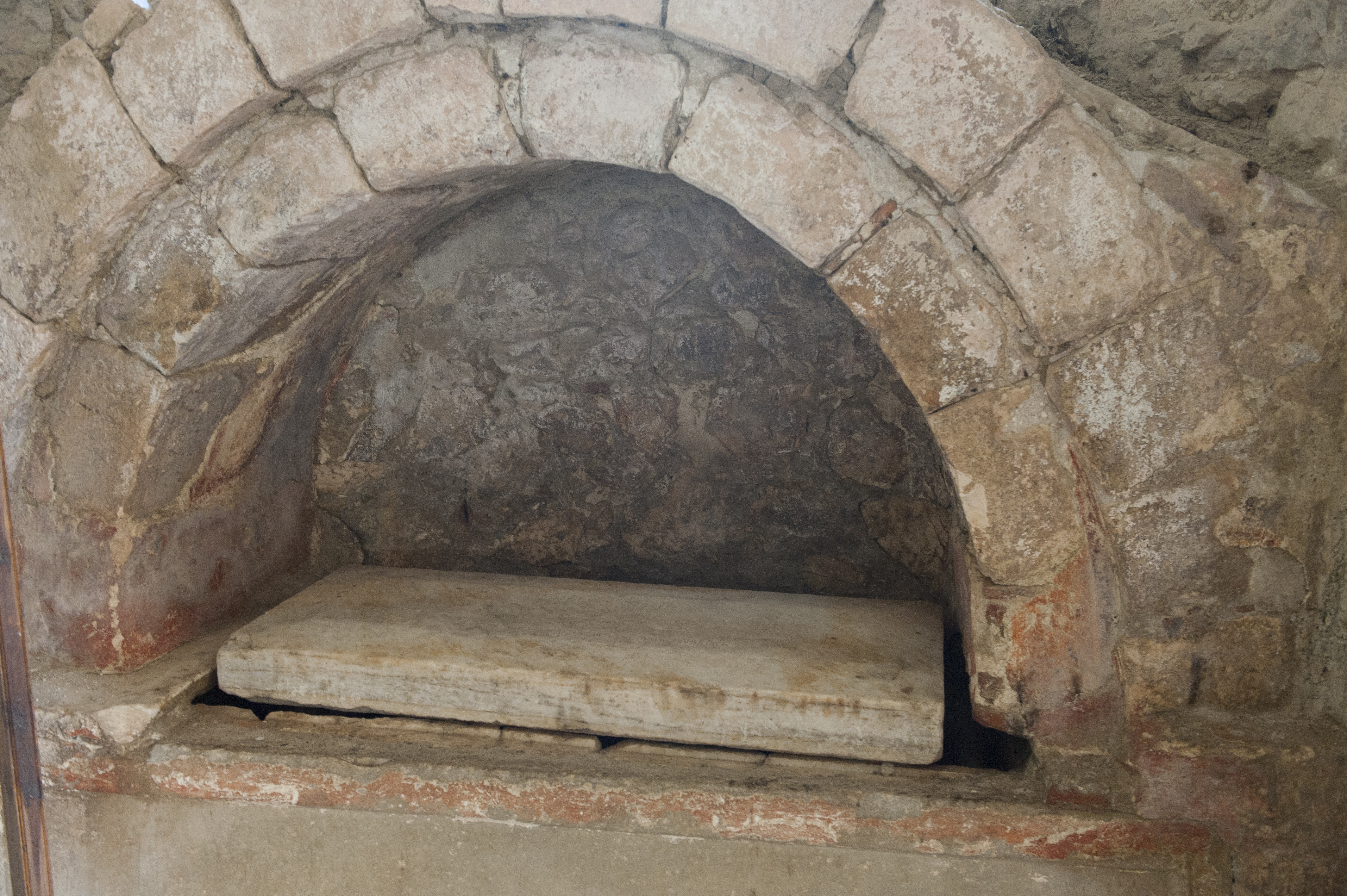
Het vermoedelijke graf van Nicolaas van Myra

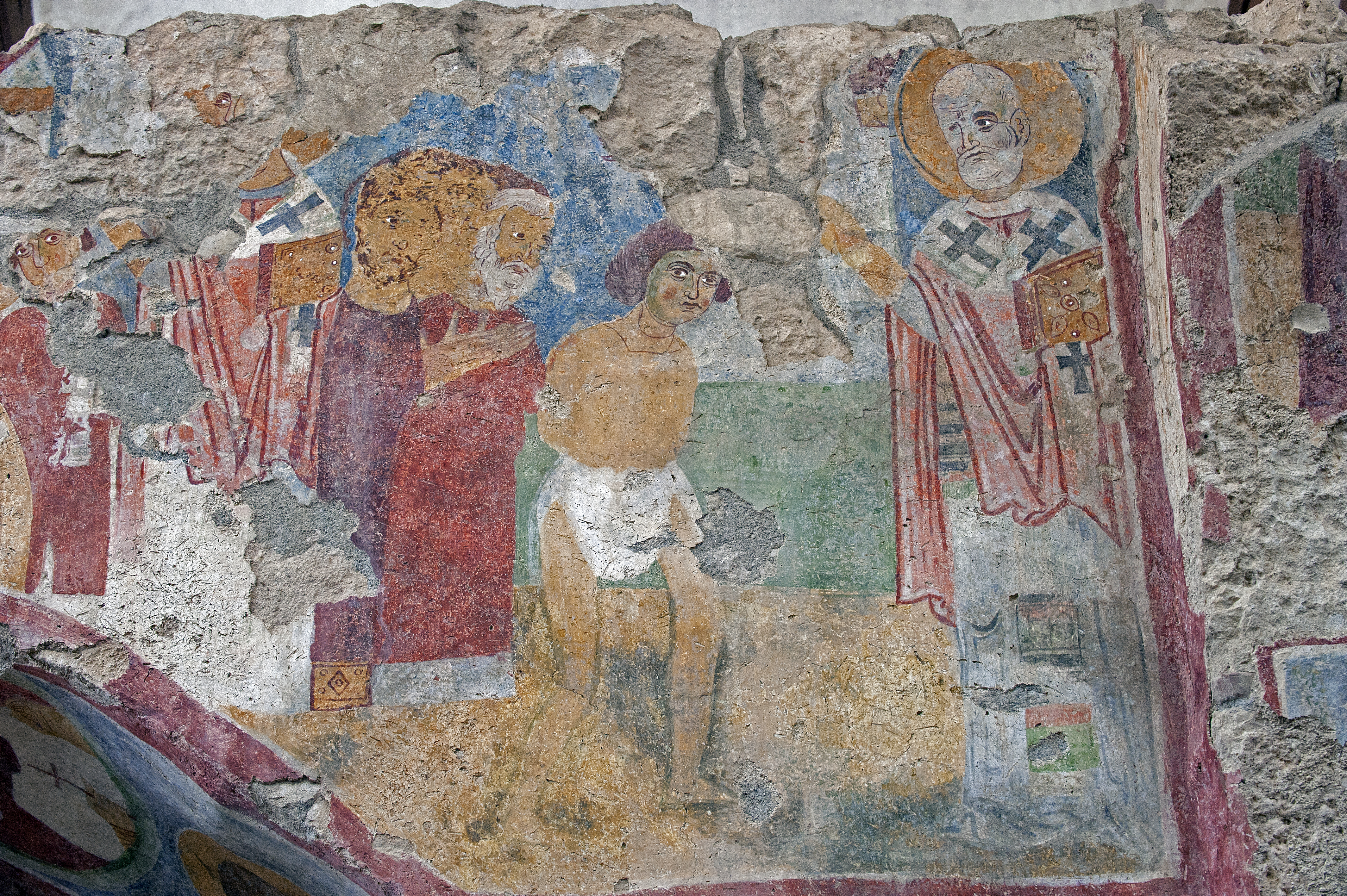
Sint-Nicolaas redt Demetrios van verdrinking (detail van de frescocyclus in de grafruimte)

De Sint-Nicolaaskerk is een tot museum getransformeerd kerkgebouw in de Turkse plaats Demre (officieel het Aziz Nikolaos Anıt Müzesi). De kerk was gewijd aan de heilige Nicolaas van Myra, een bisschop die er tot 1087 lag begraven. Het is een van de voornaamste byzantijnse gebouwen in Turkije, met bijzondere muurschilderingen en mozaïekvloeren.

## Geschiedenis
In de 4e eeuw was Myra een Griekstalige stad in het Oost-Romeinse Rijk, waar het christendom de staatsgodsdienst was. De bisschop van de stad, Nicolaas, was een invloedrijke figuur in de discussies tussen christelijke theologen. Na zijn dood kwamen pelgrims naar zijn graf, al bestaat over het begin van de verering veel onduidelijkheid. Pas vanaf de 6e eeuw stond Myra te boek als een populair bedevaartsoord. Hagios Nikolaos werd een heilige en absorbeerde de cultus rond zijn naamgenoot Nicolaas van Zion, eveneens uit Lykië. Men geloofde dat zijn stoffelijk overschot een aromatische geur van mirre afgaf.
Na de catastrofale aardbeving van 529/530 liet keizer Justinianus de Grote de stad herbouwen. Vermoedelijk dateert de Sint-Nicolaaskerk uit deze periode. Ze werd gebouwd buiten de stadsmuren langs de weg naar de haven Andriake, als een basilicale constructie met drie beuken en apsissen. Dit grondplan, het atrium en de onderbouw van het synthronon werden behouden bij een reconstructie in de 8e eeuw (of uiterlijk na de Arabische aanval van 809). In deze periode werd de cultus van Sint-Nicolaas bovenlokaal en kwam hij tot ontwikkeling in Constantinopel. In de 11e eeuw werd een klooster aan de kerk toegevoegd en werd het complex aan de zijkanten uitgebreid. Omdat het een van de grootste en duurste projecten uit die tijd was, wordt de bouwheer in de hoogste kringen gezocht: ofwel Johannes Orfanotrofos, die stichtingen deed in de kerk, ofwel keizer Constantijn IX Monomachos en keizerin Zoë Porfyrogenita (volgens een inscriptie vernieuwden zij op 1 september 1042 een niet nader genoemd bouwwerk). Rond het heiligdom werd een vierkante verdedigingsmuur gebouwd met zijden van honderd meter, waarin brokstukken van antieke monumenten waren gebruikt.
Aan het einde van de 11e eeuw was het keizerlijk gezag in Constantinopel in verval. De moslims rukten op en verwierven door de Slag bij Manzikert controle over Klein-Azië (1071), terwijl ook het Latijnse christendom aan een mediterrane expansie begon. In deze context werden de relieken van Sint-Nicolaas in 1087 uit de kerk geroofd door 47 kooplieden uit Bari, die de Venetianen te vlug af waren. Terwijl de Barezen al de Sint-Nicolaasbasiliek hadden gebouwd, trokken de Venetianen in 1100 nog eens naar Myra en pretendeerden ze er de ware resten van de heilige te hebben aangetroffen. Deze kregen een onderkomen in de San Nicolò al Lido. Desondanks bleef de kerk van Myra een populair bedevaartsoord, dat werd uitgebreid onder de Komnenen. Pelgrims bleven komen voor het miraculeuze myron afgescheiden door de relieken. De meeste fresco's en mozaïekvloeren gaan terug tot deze tijd.
In de tweede helft van de 13e eeuw verlegde de rivier de Myros zijn loop, waardoor de kerk bedolven raakte onder een metersdiepe laag alluvium. De bewoners bouwden muren ter bescherming, maar ze konden niet op tegen de jaarlijks terugkerende afzettingen. Na jaren strijd werd Myra verlaten. 
De Franse architect Charles Texier trof in 1836 nog drie of vier calogeri aan op de site. In 1850 bezocht de reiziger Andrej Nikolajevitsj Muravjev () de Sint-Nicolaaskerk en nam hij het initiatief voor een restauratie. Met Russisch geld werd 42 ha land aangekocht. De opgravingen en reconstructiewerkzaamheden vonden plaats in 1853-1863 onder leiding van Auguste Salzmann (), die ter plaatse was in 1858-1860. Er werd een klokkentoren toegevoegd en de middeleeuwse architectuur onderging zware transformaties. Met name de vervallen gewelven, koepels en pendentieven werden vervangen door een dak met een enkele koepel op een kruisgewelf. Door de ligging onder straatniveau kwam de Sint-Nicolaaskerk regelmatig onder water te staan, wat bijvoorbeeld het geval was toen Rott in 1902 opmetingen deed. De kerk bleef functioneren tot de bevolkingsuitwisseling tussen Griekenland en Turkije in 1923. Met de Griekse bewoners verdween ook de oosters-orthodoxe kerkdienst uit Myra/Demre.
In de jaren '60 voerde Jürgen Borchardt opgravingen uit en in 1982 werden de kerk en haar omgeving beschermd als een archeologische site van de eerste graad. Het aantal religieuze diensten werd door de overheid beperkt tot een jaarlijkse misviering op 6 december door het Oecumenisch patriarchaat van Constantinopel. In 2002 werd dit verboden, om in 2007 weer te worden hervat. De toelating van minister Ertuğrul Günay werd echter in januari 2008 gevolgd door zijn beslissing om de Sint-Nicolaaskerk om te vormen tot het "Kerstmanmuseum" (Baba Noel Müzesi). De bezoekersaantallen stegen ondertussen tot 400.000 per jaar, waaronder veel Russen. In 2011 werd voor het eerst een Griekse Paasmis gehouden in de kerk, terwijl de Russische patriarch Kirill van Moskou het translatiefeest kwam vieren. 
De Turkse overheid moedigt het geloofstoerisme aan maar blijft de omgang met het christelijke patrimonium in Demre lastig vinden, zoals blijkt uit de soms abrupte koerswijzigingen rond toegelaten misvieringen en uit de elkaar snel afwisselende standbeelden van Sint-Nicolaas (in 2000 een bronzen heilige, in 2005 een plastieken Kerstman, in 2008 een Turkse visser uit glasvezel, en sinds 2017 voorlopig niets).

## Architectuur
Het resultaat van de bouwgeschiedenis van de kerk is een basilicale kern uit de 8e eeuw, middeleeuwse aanbouwsels en een 19e-eeuws dak. In de kern is de kerk een driebeukige koepelbasiliek met tongewelven. De koepel is 7,7 m breed. Er zijn vloeren in opus sectile en in cosmatentechniek. In de centrale apsis is een getrapt synthronon aangelegd dat herhaaldelijk is gerestaureerd. Kapitelen zijn hergebruikte spolia. Voor de hoofdtoegang van de kerk is er een narthex en een exonarthex, omgeven door arcaden.

## Graftombes
In de zijbeuken, de ambulatoria en het atrium van het complex zijn tal van 11e- en 12e-eeuwse graven ingericht. De plaats waar het gebeente van de heilige rustte, is niet met zekerheid bekend. In navolging van Peschlow wordt het meestal gesitueerd in de oostelijke travee van de zuidelijke zijbeuk. Tegen de zuidkant van de kerk is een 11e-eeuwse grafruimte aangebouwd, aan de oostzijde overlopend in een kapel. In de zuidwand van de grafruimte zijn twee diepe nissen met sarcofagen aangebracht, aan de overkant zijn grafplaten ingemetseld. Ook de zuidkant van de kapel heeft een ingewerkt graf. Er zijn geen aanwijzingen over de identiteit van de personen die hier begraven zijn, maar de heilige is het niet geweest. Voortgaand op de rijke muurschilderingen en sarcofagen, ging om het om bisschoppen en abten. Op het binnenplein bevindt zich ten slotte een arcosolium uit 1118 met een dubbelgraf voor een vader en een zoon.

## Muurschilderingen
De arcaden, kerkwanden, kapellen en grafruimte zijn verfraaid met religieuze muurschilderingen. Ze dateren voor een groot deel uit de 12e eeuw. In de grafruimte annex kapel zijn heilige monniken, asceten en bisschoppen weergegeven, alsook een bijzondere cyclus over het leven van Sint-Nicolaas. Deze fresco's zijn in 2001-2004 gerestaureerd.

## Archeologisch onderzoek
Archeologische opgravingen werden verricht in de 19e eeuw en opnieuw vanaf 1963 door Jürgen Borchardt. Een nieuwe campagne begon in 1988 onder leiding van prof. S. Yıldız Ötüken van de Hacettepe Universiteit in Ankara. Het noordelijke deel van het kloostercomplex is blootgelegd, evenals de kleine kapellen rond het schip.

## Voetnoten
1. ↑  Leslie Brubaker en John Haldon, Byzantium in the Iconoclast Era, c.680-850. A History, 2011, p. 215
2. ↑  Leslie Brubaker en John Haldon, Byzantium in the Iconoclast Era, c.680-850. A History, 2011, p. 328
3. ↑  Robert G. Ousterhout, Eastern Medieval Architecture. The Building Traditions of Byzantium and Neighboring Lands, 2019, p. 251
4. ↑  Charles Texier, Description de l'Asie Mineure, faite par ordre du gouvernement français en 1833–1837. Beaux-arts, monuments historiques, plans et topographie des cités antiques, vol. III, 1839, p. 206
5. ↑  Lora Gerd, Russian Policy in the Orthodox East. The Patriarchate of Constantinople (1878-1914), 2014, p. 109-116
6. ↑  Philipp Niewöhner, The Archaeology of Byzantine Anatolia. From the End of Late Antiquity until the Coming of the Turks, 2017, p. 139
7. ↑  Hans Rott, Kleinasiatische Denkmäler aus Pisidien, Pamphylien, Kappadokien und Lykien, 1908, p. 327-341
8. ↑  Minister unveils ’real’ Santa statue, hurriyet.com, 26 december 2008
9. ↑  Removal of Santa Claus statue stirs debate in Turkey’s Antalya, hurriyetdailynews.com, 4 januari 2018
10. ↑  Philipp Niewöhner, The Archaeology of Byzantine Anatolia. From the End of Late Antiquity until the Coming of the Turks, 2017, p. 292
11. ↑  Ursula Weissbrod, 'Hier liegt der Knecht Gottes'. Gräber in byzantinischen Kirchen und ihr Dekor (11. bis 15. Jahrhundert), 2003, p. 28-29
12. ↑  Nilay Çorağan Karakaya, The Burial Chamber Wall Paintings of St. Nicholas Church at Demre (Myra) Following their Restoration, in: Adalya, VIII, 2005, p. 287-309